# Michail Andrejewitsch Nasarow
Michail Andrejewitsch Nasarow (russisch Михаил Андреевич Назаров; * 14. Oktober 1994 in Moskau) ist ein russischer Skispringer.

## Werdegang
Michail Nasarow begann seine Karriere beim Europäischen Olympischen Winter-Jugendfestival 2011 in Liberec, bei dem er im Einzelwettbewerb den 43. Platz belegte. Zwei Jahre später debütierte er im Februar 2013 in Zakopane im FIS-Cup und belegte hierbei die Plätze 46 und 58. Nach weiteren Wettbewerbsteilnahmen im FIS-Cup startete Nasarow im Dezember 2013 bei der Winter-Universiade 2013 in Trentino, bei der er in den Einzelwettbewerben den 33. und den 31. Platz erreichte. Bei den Nordischen Junioren-Skiweltmeisterschaften 2014 in Predazzo belegte er den 31. Rang im Einzel und den neunten Rang mit der russischen Mannschaft. Am 1. und 2. März 2014 startete Nasarow in Falun das erste Mal im Continental Cup, wurde hierbei allerdings nur 50. und 48. Im Anschluss daran kam es bis Sommer 2016 zu keinen weiteren internationalen Starts.
Bei der Winter-Universiade 2017 im kasachischen Almaty erreichte Nasarow im Teamwettbewerb zusammen mit Alena Sutiagina den siebten Platz. Daraufhin stand er im russischen Aufgebot für die Raw Air 2017, konnte sich jedoch für alle vier Einzelwettbewerbe nicht qualifizieren. Da jedoch auch die Punkte aus den Qualifikationsdurchgängen mitgewertet werden, belegte Nasarow am Ende mit 423,9 Punkten Platz 68 in der Raw-Air-Gesamtwertung. Zudem kam er mit seinem Einsatz beim Team-Wettbewerb von Vikersund am 18. März 2017 zu seinem Weltcupdebüt, erreichte hierbei mit der russischen Mannschaft jedoch nur Rang elf. Beim Weltcup-Finale in Planica qualifizierte er sich erstmals für einen Einzel-Weltcup. Am 24. März 2017 debütierte er im Einzelspringen und belegte dabei den 40. Rang.
Am 29. August 2017 startete Nasarow in Hinterzarten zum ersten Mal in einem Einzelspringen im Sommer-Grand-Prix und verpasste hierbei als 31. nur knapp seine ersten Grand-Prix-Punkte, die er zwei Wochen später als 18. in Courchevel holte. Im darauffolgenden Winter gehörte er fest zur russischen Weltcup-Mannschaft. Während der gesamten Weltcup-Saison kam er aber nicht über Platz 34 am Kulm hinaus und verpasste es somit, seine ersten Punkte zu holen. Bei der Skiflug-Weltmeisterschaft 2018 in Oberstdorf belegte er den 30. Rang im Einzel und den siebten Rang mit dem russischen Team. Bei den Olympischen Winterspielen 2018 in Pyeongchang ging er als Olympischer Athlet aus Russland an den Start und startete in allen drei Wettbewerben. Im Einzelwettbewerb auf der Normalschanze belegte er den 34. Platz und im Einzelwettbewerb auf der Großschanze den 39. Platz. Mit der russischen Mannschaft wurde er im Mannschaftswettbewerb auf der Großschanze Siebter. Im Rahmen der Raw Air 2019, bei der er insgesamt 26. wurde, belegte er beim Skifliegen vom Vikersundbakken den 30. Platz und holte damit seinen ersten Weltcuppunkt.
Bei den Skiweltmeisterschaften 2021 in Oberstdorf wurde er im Einzelspringen von der Normalschanze 37. und von der Großschanze 35. Er belegte mit der russischen Mannschaften von der Großschanze den achten Platz. In der Saison 2020/21 wurde er 28. im Gesamtweltcup. Bei den Olympischen Winterspielen 2022 in Peking wurde er mit der russischen Mannschaft Siebter im Mannschaftsspringen der Herren. In den Einzelwettbewerben wurde er auf der Normalschanze 32. und von der Großschanze 34.

## Statistik

### Weltcup-Platzierungen
| Saison  | Platz | Punkte |
| ------- | ----- | ------ |
| 2018/19 | 77.   | 001    |
| 2020/21 | 28.   | 176    |
| 2021/22 | 64.   | 010    |

### Grand-Prix-Platzierungen
| Saison | Platz | Punkte |
| ------ | ----- | ------ |
| 2017   | 40.   | 042    |
| 2018   | 48.   | 032    |
| 2019   | 35.   | 060    |
| 2021   | 13.   | 147    |

### Continental-Cup-Platzierungen
| Saison  | Platz | Punkte |
| ------- | ----- | ------ |
| 2016/17 | 164.  | 006    |
| 2017/18 | 104.  | 040    |
| 2018/19 | 060.  | 152    |
| 2019/20 | 065.  | 097    |